# Motor Ford Kent
El Ford Kent es un motor de combustión interna fabricado por Ford Europa. Originalmente desarrollado en 1959 para el Ford Anglia, es un motor de cuatro cilindros en línea OHV con un bloque y culata de hierro colado.
La familia Kent se puede dividir en tres sub-familias básicas; el original de pre-crossflow Kent, el Crossflow (flujo cruzado) (la más prolífica de todas las versiones del Kent), y las variantes Valencia montados transversalmente.
La llegada del motor Duratec-E a la gama Fiesta de quinta generación en el año 2002 señaló el final del uso del motor en vehículos de producción después de una carrera de 44 años, a pesar de que todavía está en producción limitada en Brasil, y producido para motor de uso industrial de la división Power Products de Ford, donde se le conoce como VSG-411 y VSG-413.

## Nombre
Esta serie de motores se hizo conocido como motor Kent porque Alan Worters, Ingeniero Ejecutivo (Unidades de Potencia) de la empresa, vivía al otro lado del río de la planta de Dagenham de Ford en el condado Inglés de Kent.
Originalmente dentro de Ford, se dice que el nombre de Kent en realidad nació con los bloques A711 y A711M (comúnmente llamado bloque 711M) con tapas de bancada escuadrados para la serie Crossflow, lo que representó una gran mejora en la durabilidad de los motores. Sin embargo, el nombre comenzó a utilizarse fuera de la compañía para referirse también a motores anteriores al 711M.

## Pre-Crossflow
El Motor Kent original OHV apareció en 1959 en el Anglia con una capacidad de 996.95 cm³ desarrollando 39 HP (29,1 kilovatios) a 5000 rpm. Con un cilindro de 80,96 mm (3,19 pulgadas) de diámetro y 48,41 mm (1,91 pulgadas) de carrera.
El mismo motor, sin cambios de diámetro, pero con una carrera y por tanto mayor capacidad, se usó en el Ford Classic y el Consul Capri (1340 cm³ y 1500 cm³), Los Cortina los Mk1 y primeros Mk2 (1200 cm³, 1300 cm³ y 1500 cm³), y los primeros Corsair.
Además de sus dimensiones de cilindro "sobrecuadradas", una característica inusual del motor Kent en su introducción fue una unidad filtro/bomba de aceite combinada montada en el exterior diseñada para facilitar una eficiente producción de bajo coste.
El motor ahora se conoce como a "pre-crossflow Kent", con la admisión y el escape en el mismo lado de la culata.

### Aplicaciones
- Ford Anglia
- Ford Cortina
- Ford Classic
- Ford Corsair
- Ford Prefect 107E
- Otosan Anadol 1.2L – 1.3L (1966–1984)

## Crossflow
Un rediseño de 1967 le dio una culata de flujo transversal, de ahí el nombre alternativo del Kent de Ford Crossflow (flujo cruzado). Que alimentaría las versiones de motor más pequeño del Ford Cortina y Ford Capri, la primera y segunda ediciones de los Escort Europeos, así como el Ford Pinto de América del Norte (Sólo 1971, 1972 y 1973). En Sudáfrica también motorizó al Ford Cortina 1.6 L Mk II, Mk III, Mk IV, V y Mc y El Ford Sierra 1.6 L.
El Crossflow ofreció un cambio en el diseño de la cámara de combustión, utilizando una cámara de Herón en la parte superior del pistón en lugar de en la culata. La culata en sí era plana con cada cilindrada (1098 cm³ y 1297 cm³) con diferentes pistones con diferentes tamaños de cámara en los bloques 681F y 701M.
En 1970, el nuevo bloque A711 de 1297 cm³ y el bloque A711M de 1599 cm³ se introdujeron con la pared más gruesa del bloque, tapas de bancada cuadradas, grandes diámetros de los seguidores de leva y levas más amplias, con el último bloque tuvo una altura bloque de 1,1 mm (0,04 pulgadas) más alta. Estos cambios representaron una mejora significativa en la fiabilidad de los motores, y los bloques se denominan comúnmente como bloques '711M'.
El motor Ford Crossflow (1.298 cm³ y 1.599 cm³) también fue usado por el Reliant Anadol (1968-1984). Otras marcas usaron el Crossflow como Morgan en el Morgan 4/4, Caterham en el Caterham Seven, y TVR utilizó el motor en el Grantura, Vixen y 1600M. Se usó en un sinfín de otras aplicaciones, siendo el favorito de los constructores de kitcars no sólo en Gran Bretaña.
Destinado para el mercado americano, a partir del modelo del año 1977, la planta de Valencia comenzó a fabricar un 1.6 L, 63 HP (47,0 kilovatios), versión de 5 apoyos que incluyó un diseño de cámara de combustión de bajas emisiones en el pistón basado en la culata del Crossflow, y estaba equipado con un encendido electrónico Dura-Spark. Esta versión se utilizó en el efímero Ford Fiesta Mk1 americano 1977-1980. Este motor se utilizaría más tarde en la versión XR2 del Fiesta Mk1, utilizando el extremo inferior del 1600 estadounidense y culata y levas de especificaciones GT. Las versiones 1.3 L del Fiesta Mk1 también utilizaron el Crossflow, en contraposición al Valencia (ver más abajo).

## Valencia
Una versión rediseñada del motor Kent fue concebida para adaptarse a la instalación transversal en el año 1976, coincidiendo con el lanzamiento del Ford Fiesta. Este derivado sufriría dos modernizaciones generales en 1988 y 1995 y sería uno de los pilares de la gama compacta de nivel de básico de Ford durante casi 25 años.

### Valencia original (1976-1988)
Para adaptar el Kent Crossflow para la tracción delantera los auxiliares fueron reposicionados, el bloque de cilindros acortado ligeramente con una nueva brida de transmisión para adaptarse al transeje BC4/5 y la culata fue rediseñada usando pistones de cabeza plana y la cámara de combustión tradicional en culata. Aunque llamado internamente dentro de Ford como "Serie L" se hizo más conocido como Valencia para el resto del mundo, después de la construcción de la nueva planta en España para su fabricación, pero con el tiempo el nombre fue adoptado oficialmente por Ford también - aunque en la literatura de ventas siempre se llamó simplemente OHV. Estaba disponible en versiones de 957 cm³ y 1117 cm³, el Fiesta 1.3 tenía un bloque Kent modificado (Muy pocos componentes menores fueron compartidos entre los motores Valencia y Kent).
Sería más tarde que entraría en servicio en la tercera y cuarta generación del Ford Escort. Las culatas y los pistones se modificaron en 1986 para el combustible sin plomo y las levas se cambiaron para cumplir con las nuevas normas europeas de emisiones, junto con la adición de encendido electrónico.

### HCS (1988-1997)

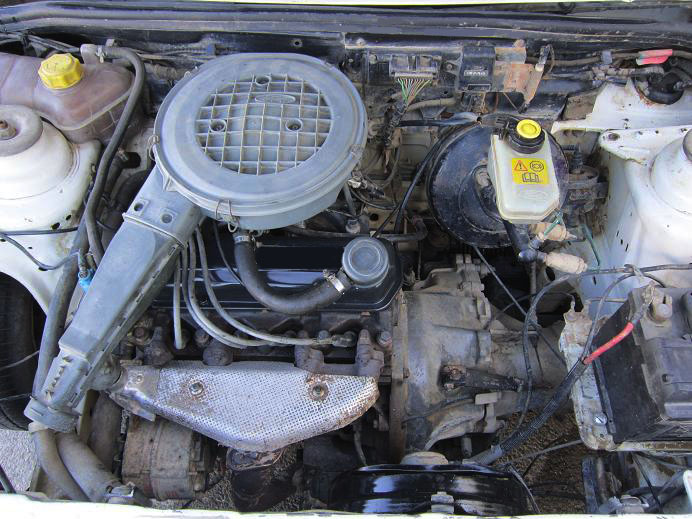
Motor HCS 1.1 de un Ford Fiesta de 1994

En 1988 se lanzó la segunda generación de la unidad Valencia para ceñirse a la legislación europea de emisiones. El nuevo diseño incluyó una culata nueva con cámaras de combustión y puertos de admisión reformados, y un sistema de encendido sin distribuidor totalmente electrónico. El motor fue rebautizado como Ford HCS (High Compression Swirl: Torbellino de Alta Compresión), aunque algunas publicaciones de servicio internas de Ford lo llaman Valencia-HCS en referencia a su ascendencia.
Apareció por primera vez en forma de 1118 cm³ y 1297 cm³ en el Ford Escort y Orion para el modelo de 1989, y en el entonces nuevo Ford Fiesta Mark III del mismo año, que también ofreció una versión más pequeña de 999 cm³ para reemplazar al viejo 957 cm³ Valencia.
El HCS es distinguible del Valencia original por su tapa de balancines gris, la disposición "en espejo" de las bujías (dispuestas en forma de abanico), y la ausencia de una unidad de distribuidor en la cara posterior del bloque de cilindros.

### Endura-E (1995-2002)

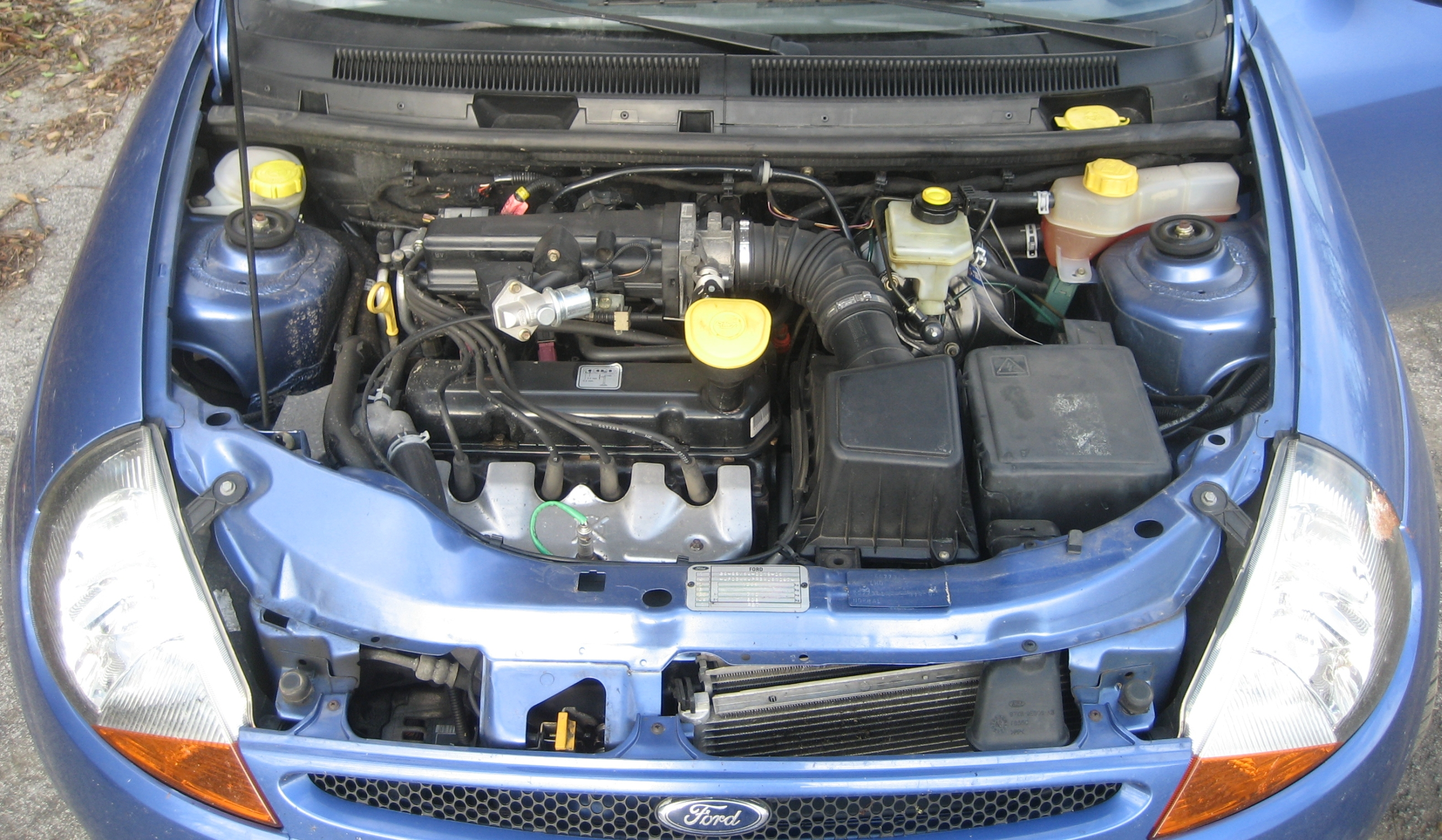
Motor Endura de un Ford Ka

El rediseño final se produjo en 1995, con el lanzamiento de la cuarta generación del Ford Fiesta. Esta edición fue efectivamente otro rediseño del derivado Valencia/HCS, conocido como Endura-E, y contó con muchas revisiones para combatir el ruido y aspereza, que incluye un bloque de cilindros engrosado. Este motor también lo montaba el Ford Ka y el Ford Escort 1.3.
Este tipo de motor todavía tenía empujadores ruidosos incluso después del ajuste. Este ruido se dice que provenía de las levas debido a la configuración incorrecta de las válvulas (cuando el ajuste del juego de válvulas de cada cilindro debe establecerse en el PMS) o de la edad y el uso de un grado de aceite incorrecto. El tipo de aceite correcto es 5W-30 aceite semi-sintético. Otra de las razones es la gran holgura de los empujadores en la válvula de escape. Esta holgura podía, por supuesto, ser reducida para bajar el nivel de ruido, pero el motor sufriría de un ralentí irregular.
A pesar de que los motores de Ford están bien considerados por su facilidad de servicio, el Endura-E tiene una colocación muy incómoda por su filtro de aceite, que está bastante alto, en la parte trasera del motor y de izquierda a derecha en lugar de hacia abajo o hacia fuera, lo que significa que es muy difícil de acceder desde debajo del coche (sin rampa), y a pesar de ser muy corto, el filtro de aceite de tipo lata se las arregla para sobresalir más allá de la punta del motor de arranque adyacente, lo que significa que es muy difícil extraerlo usando llaves de cadena.

## Zetec RoCam
En 2000, Ford de Brasil desarrolló una versión más económica del motor Zetec-SE, para competir con la serie clásica del motor Volkswagen EA827, también conocido como AP (de «Alta Performance», o «Alto Rendimiento», en castellano) del motor en Brasil. Es un 8V SOHC en lugar de DOHC 16v y su bloque estaba hecho de hierro en lugar de aluminio; además, su árbol de levas estaba accionado por una cadena en lugar de una correa. Como resultado este motor presentaba un comportamiento más áspero, produciendo más vibraciones y el ruido.
Por otro lado, tiene una salida de par motor excelentes gracias a la adición de la característica Rocam (Rollifinger Camshaft). Es también un motor mucho más pequeño que la versión SE, lo que le permitió instalarse en el Ford Ka, reemplazando el motor Endura-E, que por aquel entonces se consideraba de poca potencia y anticuado.
El motor también consiguió un nuevo proceso patentado para la producción de la culata de aluminio, lo que resultó en una mejor aleación que los producidos en España y Reino Unido, y en un menor coste de producción.
En el año 2002 una versión 1.0 litros sobrealimentado de 94 HP (70,1 kilovatios) fue lanzada para el Ford Fiesta, para competir con la versión 1.0 16v Turbo 111 HP (82,8 kilovatios) del VW Gol.
En 2003, el motor Zetec Rocam se introdujo en Europa, pero etiquetado como Duratec 8V, para el SportKa, StreetKa y Fiesta. Más tarde, una versión de 1.3 litros también fue lanzada como una opción para el modelo estándar, pero las versiones europeas del motor se produjeron en la planta de Sudáfrica.
En octubre de 2004 una nueva versión de combustible flexible se introdujo etiquetado como «1.6L Flex», capaz de funcionar con gasolina y etanol, incluso mezclado en cualquier proporción. Esta versión también contó con una alta relación de compresión de 11,8:1 y cámaras «Compuesto de alta turbulencia», usadas en el motor CHT.
Actualmente, este motor es usado por casi todos los modelos de Ford de Brasil - excepto aquellos con motores de 2.0 litros - en muchas variantes diferentes:
- 69/73 Cv 1.3 L Flex (Ford Ka)
- 102/107 Cv 1.6 L Flex (Ford Ka)
- 66/69 Cv 1.0 L Flex (Ford Fiesta)
- 106/113 Cv 1.6 L Flex (Ford Fiesta/Fiesta Sedan), (Ford Focus), Ford EcoSport)

### Aplicaciones
Aplicaciones del motor 1.3 L Endura(1299 cc/79 cu in):
- –presente Ford Ka 1.3 de América del sur, 58 HP (43,3 kilovatios) y 104 Nm (77 lb-ft)

Aplicaciones del 1.6 L (1596 o 1597 cc/97 cu in):
- –presente Ford SportKa 1.6 latinoamericano, 93 HP (69,4 kilovatios) y 136 Nm (100 lb-ft)
- –presente Ford StreetKa 1.6, 93 HP (69,4 kilovatios) y 136 Nm (100 lb-ft)

## Deportes de motor
Los motores Kent de Ford tuvieron una profunda influencia en los deportes de motor, posiblemente más que cualquier otro motor fabricado en serie en la historia del automovilismo. Satta / Hruska diseñaron la unidad Alfa Romeo 750/101 1290cc DOHC, y Alex von Falkenhausen diseñó el motor SOHC 1773cc BMW M118 puedo haber tenido influencia similar en las escenas del automovilismo en Italia y Alemania, respectivamente, pero nunca comparable internacionalmente.
Lotus utilizó motores Ford Kent en el Lotus Mk.VII para establecer su fundación corporativa, y posteriormente utilizó la mayoría de los primeros motores de carreras Cosworth para su éxito legendario en el automovilismo. Lotus también construyó el exitoso motor Lotus TwinCam para el Lotus Elan con el bloque, cigüeñal y bielas del motor Kent.
Los primeros productos de Cosworth estaban basados en el Ford Kent, y los posteriores SCA, FVA y la serie BD usó los bloques Kent para dominar muchas categorías de la FIA incluyendo Fórmula 2 y Fórmula 3.
Muchos motores de carreras constructores/ajustadores respetados, como Holbay, Vegantune, Novamotor, Brian Hart, Richardson y Wilcox deben sus fundaciones a los motores basados en los Ford Kent.
Además, el motor Kent Crossflow fue utilizado como motor de regulación en la Fórmula Ford, aunque se propuso originalmente la unidad 1498 cc pre-crossflow del Cortina GT en 1967 (antes de la creación de la serie). En Europa, la Fórmula Ford cambió al Zetec, pero Fórmula estadounidense Ford continuó usando los Kent hasta 2010; la SCCA había aprobado el uso del Honda L15A i-VTEC para Fórmula F.
Como era casi imposible tener éxito en los deportes de motor sin algunas actividades en la Fórmula 2, 3 o Fórmula Ford, la mayoría de los pilotos de renombre en los años 60, los 70 y 80 deben sus carreras en cierta medida a los Ford Kent, y la corriente histórica las carreras de motor depende en gran medida de los motores basados en los Kent.
El 16 de octubre de 2009, Ford anunció que estaría poniendo el bloque Kent de nuevo en producción con el fin de abastecer a la comunidad de las carreras históricas con repuestos. De acuerdo con un comunicado de prensa de Ford, el trabajo de ingeniería comenzó en la división Ford Racing's Performance Parts en los EE. UU., con ventas programadas para comenzar en 2010. Link al catálogo de piezas en línea del bloque Kent en Ford Motorsports

## Trivialidades
Harry Mundy diseñó el motor Lotus TwinCam para Colin Chapman que necesitaba el reemplazo para el motor Coventry Climax FWE utilizado en el Lotus Elite. Como Keith Duckworth y Mike Costin, los cofundadores de Cosworth, solían ser empleados de Lotus Development Ltd, la adaptación de carreras inicial de Lotus TwinCam se llevó a cabo por Cosworth, y el bloque Kent Cosworth SCA fue diseñado utilizando la configuración básica SOHC con culata de flujo inverso del FWE. Debido a que Harry Mundy era también el codiseñador del FWE, el bloque Kent Lotus TwinCam utilizó inicialmente el perfil de leva del FWE, y compartido los mismos ajustes de válvula con los Coventry Climax FWA, FWB y FWE en la producción.
Los motores diésel de Ford "Endura-DE y Endura DI" no tienen ninguna similitud con el homónimo de gasolina. Sin embargo Ford produjo un motor diésel HCS. Estos motores son notoriamente poco potentes.